# 臺灣茶文化

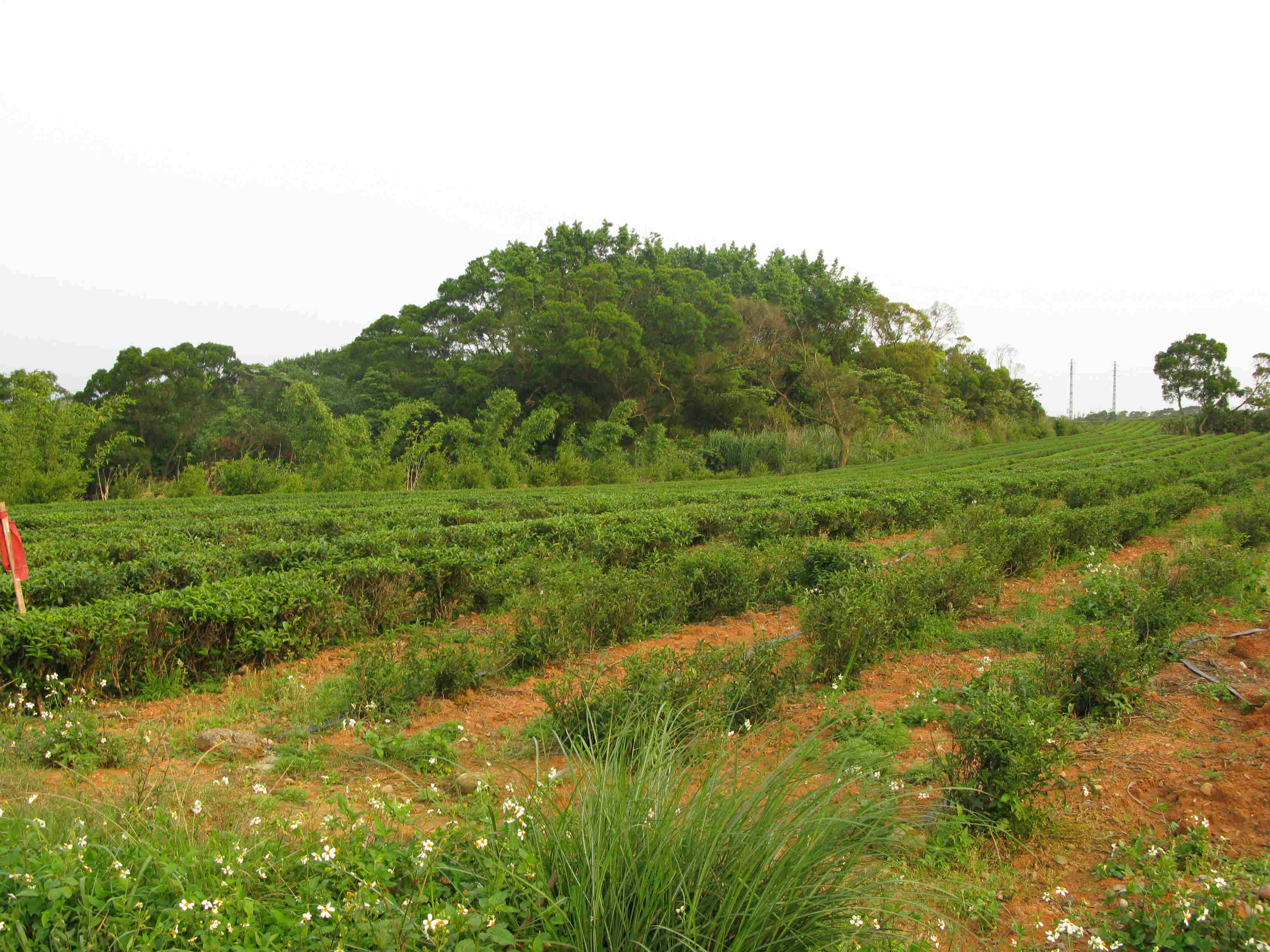
桃園龜山的茶園

臺灣茶文化一詞泛指與臺灣相關的茶史、茶葉、茶藝等。臺灣茶發展至今已有兩百多年，是臺灣民眾傳統的飲料之一，與臺灣的人文風俗有密不可分的關係。清治時期的臺灣，茶是最大的生產和出口品之一，茶葉商人將產業重心從原本的南臺灣移轉到了臺灣北部，對臺灣文化有重要的影響，更促進了臺北與全臺經濟的發展。

## 歷史
除了從中國大陸移植的茶葉之外，台灣早有原生茶種，根據諸羅縣志（1717年）記載：「台灣中南部地方，海拔八百到兩千尺的山地，有野生茶樹，附近居民採其幼芽，簡單加工製造，而作自家飲用。」而根據淡水廳志中記載：「貓螺山產茶，性極寒，蕃不敢飲。」這種原生茶就是所謂的台灣山茶，目前仍可以在台灣中南部山區發現這種野生茶樹，新的紅茶品種台茶十八號，市場名為「紅玉」，就是以台灣原生山茶與緬甸大葉種茶葉雜交育種而成。

### 清治時期
由於福建泉州府安溪移民的移入，茶產業逐漸興盛。安溪號稱中國茶都，以產茶聞名，是最具盛名的「鐵觀音」在清雍正年間於安溪始創，安溪茶人隨即推廣，成為中國名茶之一，而安溪移民精湛的製茶工藝也引入臺灣。
同治年間（1856至1875年），英國商人約翰·杜德對台灣茶業發展有很大的貢獻，他移進茶苗、提供技術指導、收購茗茶、設精製廠並外銷茗茶，使得台灣的茶業大幅發展，杜德的買辦是知名的茶葉商人李春生。
當時台灣外銷的茶稱為「Formosa Tea」。

### 日治時期

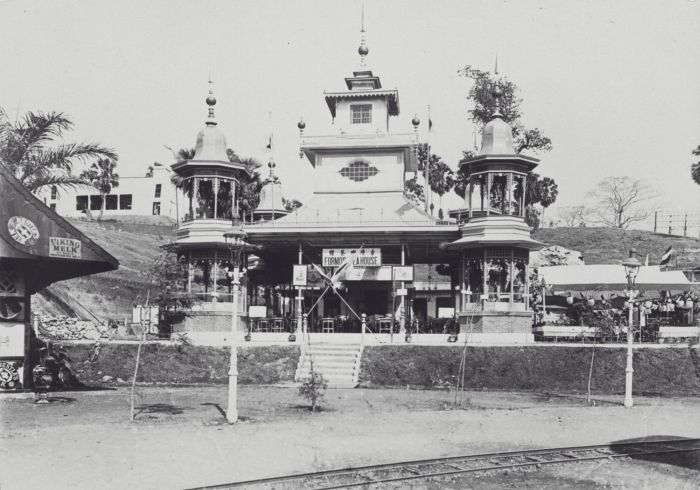
臺灣日治時期（1914）在爪哇島三寶壟殖民博覽會的福爾摩沙茶館（Formosa Tea House）

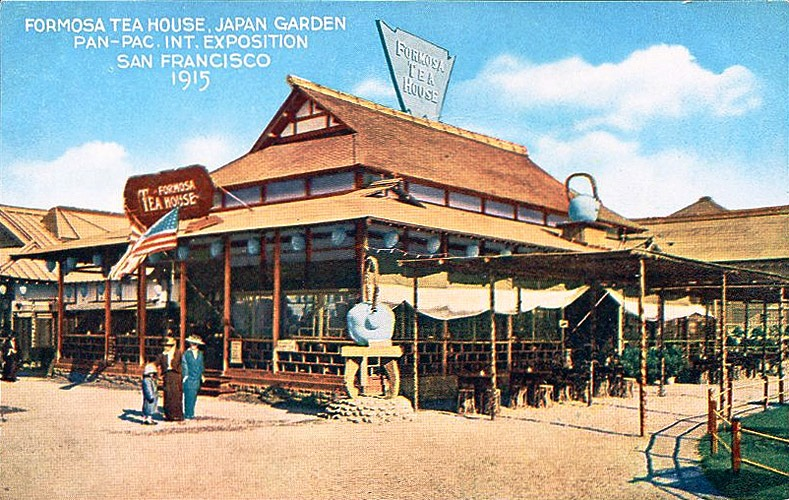
1915年美國舊金山「巴拿馬太平洋國際博覽會」的福爾摩沙茶屋

這時期的台灣茶品種除了原本從福建傳入的以外，又經過日本人歷年的試驗，由平鎮茶業試驗所選出青心烏龍、青心大冇、大葉烏龍與硬枝紅心等四大品種作獎勵推廣種植。日本人並大力推廣紅茶的種植，讓Formosa Tea/Formosa Black Tea國際化，外銷歐洲與美洲等地。
1899年，「台灣農林公司」的前身「日本三井物產株式會社」於臺北海山地區及桃園大溪地區開拓大規模茶園，並設立新式製茶廠專製紅茶，生產享譽遐邇的「日東紅茶」，其中於1908年設立的海山茶廠，時為東亞最大茶廠。1937年，日月潭紅茶以「Formosa Black Tea」為名，送至英國倫敦拍賣會，得到很高的評價，當時亦為日本天皇御用貢品。
1926年（大正15年），出身日本群馬的新井耕吉郎奉派至臺灣總督府中央研究所平鎮茶葉試驗所擔任技師。1940年（昭和15年），總督府推動紅茶推廣補助計畫在魚池鄉成立紅茶試驗支所，新井耕吉郎主要工作是負責研究、改良讓來自印度阿薩姆地區的茶苗能在南投日月潭旁的貓蘭山上生根，並透過農業技術早日達到量產的目標。新井到臺灣履新的前一年，印度阿薩姆茶種才在南投魚池鄉試種成功。不過紅茶補助計畫在1942年（昭和17年）受戰爭影響而中斷。當時阿薩姆紅茶是最受歐美市場歡迎的茶種，而臺灣能成功培育出阿薩姆紅茶，代表「Formosa Tea」，這個臺灣茶品牌更能跟印度紅茶分庭抗禮。
因二次大戰爆發，糧食與勞力皆極缺，除部分茶園改種糧食作物以外，原本投注在茶園的農村人力也移轉到其他方面，致使台灣茶產業極度萎縮，幾乎減產了百分之九十以上。

### 中華民國時期

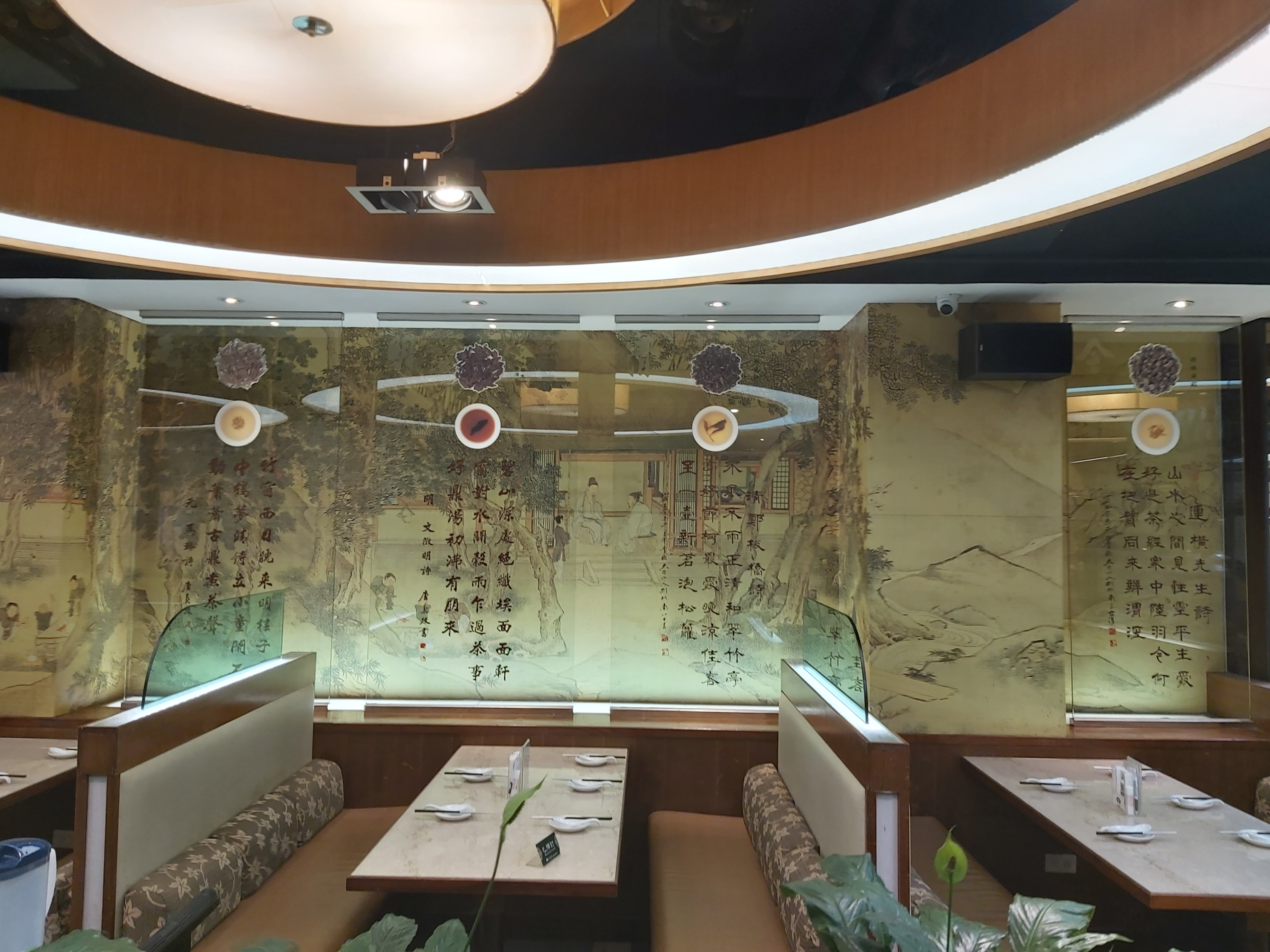
天仁茶文化大樓的茶館陳設

隨著台灣經濟起飛，人們對於生活與飲食有了新的追求，於是各地茶藝館紛紛成立，成為人們遊憩生活裡重要的品茗空間。
此時期振興了綠茶的生產，復原茶種、改良茶種、改進各種製茶法、茶產品多元化、推廣茶區。使得原本以外銷為主的台灣茶業轉為以內銷為主，使得停滯不前的茶業再次復甦。

## 飲茶風氣
茶葉被視為相當正式的飲料。在公開的場合中，通常都會以茶來招待來賓；上等的茶葉也是非常好的饋贈禮品。在各種宴會中，如果因為某些原因而不能敬酒，就會改以茶代酒，也不失禮貌。
順應健康飲食的風潮，茶葉也以各種不同的形式出現在市面上。不只是茶葉飲料有相當不錯的銷售量，超越碳酸飲料，各種點心、麵包、蛋糕等也紛紛將茶葉融入食品之中，創造出新的口味。也出現料理將茶葉入菜，以健康、不膩口為號召。台灣有一最為眾人所知的小吃便是以茶葉融入滷汁再用來滷蛋，此小吃即為茶葉蛋。
近代在台灣社會流行的泡沫紅茶文化是台灣茶文化中一個新的發展，各種連鎖茶飲店紛紛成立，口味亦極為多變，其中最為人所熟知的代表性茶飲珍珠奶茶，已成為令台灣揚名國際的代表性飲料之一。

### 茶藝
台灣茶文化受到中國與日本的影響，已經發展成台灣人獨特的人文特色，主要是1970 年代後，稱之為「茶藝」，反應多元文化的融合。
工夫茶是一種茶藝形式，在台灣茶文化中佔有非常重要的地位。工夫茶起源於廣東省潮汕地區，由於極為講究沏、泡茶的方式，對全過程操作手藝要求極高，沒有一定的工夫是做不到的，因此稱為工夫茶。此外，這個「工夫」也還表現在品飲和對茶具的要求方面。
工夫茶的茶具一般比較小巧，一壺帶二到四個杯子不等，多為三個。常用泉水、井水沖泡。一般不用紅茶和綠茶，而採用烏龍茶，因為只有這種半發酵的茶葉才能沖出所需要的色香味。

## 十大名茶
- 凍頂烏龍茶
- 文山包種茶
- 東方美人茶
- 松柏長青茶
- 木柵鐵觀音
- 三峽龍井茶
- 阿里山珠露茶
- 台灣高山茶
- 龍潭龍泉茶
- 日月潭紅茶

## 外部連結
- 台灣連鎖飲料店 - Google Sites （页面存档备份，存于）